# Almita
Almita is een geslacht van vlinders van de familie grasmotten (Crambidae).

## Soorten
- A. portalia Landry, 1995
- A. texana Landry, 1995